# Hechtel-Eksel
Hechtel-Eksel ist eine belgische Gemeinde in der Region Flandern mit 12.965 Einwohnern (Stand 1. Januar 2024). Sie besteht aus den beiden Ortsteilen Eksel und Hechtel, die sich 1977 zu der heutigen Gemeinde zusammengeschlossen haben.
Hasselt liegt 22 Kilometer (km) südlich, die niederländische Großstadt Eindhoven 33 Kilometer nördlich, Maastricht 36 Kilometer südöstlich und Brüssel etwa 80 Kilometer südwestlich.
Die nächsten Autobahnabfahrten befinden sich bei Houthalen-Helchteren an der A2/E 314 und bei Ham an der A13/E 313.
In Leopoldsburg, Overpelt, Lommel und Hasselt befinden sich die nächsten Regionalbahnhöfe.
Maastricht Aachen Airport und der Flughafen von Eindhoven sind die nächsten Regionalflughäfen und nahe der belgischen Hauptstadt Brüssel gibt es einen internationalen Flughafen.
Die Roompot-Kette hat dort 2022 einen Ferienpark eröffnet.